# Конституция Греции
Конституция Греции 1975 года (греч. Σύνταγμα της Ελλάδας — «Синтагма тис Эладас») — действующая Конституция Греческой республики, принятая пятым созывом греческого парламента. Вступила в действие в 1975 году, дважды пересматривалась — в 1986 и в 2001 годах. Конституционная история Греции началась в период Греческой национально-освободительной войны за независимость, в ходе которой первые были приняты три революционные греческие конституции. Первая греческая Конституция была принята 1 января 1822 года. Последняя редакция от 1975 года является по сути пересмотром Конституции 1952 года. Центральная площадь Синтагма в Афинах, на которой размещается парламентский дворец, названа в честь Конституции.

## Содержание
Конституция Греческой республики состоит из 120 статей и делится на 4 части:
- Первая часть (статьи 1—3) — основные положения: устанавливают, что Греция является парламентской республикой, а также утверждают Элладскую православную церковь как официальную в Греции.
- Вторая часть (статьи 4—25) касается индивидуальных и социальных прав, защита которых была усилена после пересмотра Конституции в 2001 году (новые положения касаются регулирования таких вопросов, как защита персональных данных и компетентность некоторых независимых органов).
- Третья часть (статьи 26—105) описывает организацию и функции государства. Статья 28 формально утверждает силу международных законов и международных конвенций во внутригосударственном законодательстве Греции.
- Четвёртая часть (статьи 106—120) включает специальные, заключительные и переходные положения.

Исполнительная власть в стране осуществляется правительством и Президентом Республики, последний является, во многом, церемониальной фигурой. Полнота политической власти в Греции принадлежит премьер-министру страны. Законодательная власть осуществляется греческим Парламентом. Судебная власть является независимой от исполнительной и законодательной власти и состоит из трёх верховных судов: Кассационного суда (греч. Άρειος Πάγος — Ареопаг), Государственного совета (Συμβούλιο της Επικρατείας) и Палаты аудиторов (Ελεγκτικό Συνέδριο).